# Dunkers socken
Dunkers socken i Södermanland ingick i Villåttinge härad, uppgick 1952 i Malmköpings köping och området ingår sedan 1971 i Flens kommun och motsvarar från 2016 Dunkers distrikt.
Socknens areal är 140,80 kvadratkilometer, varav 127,22 land. År 2000 fanns här 731 invånare. Godset Ekensholm samt sockenkyrkan Dunkers kyrka ligger i socknen.  

## Administrativ historik
Dunkers socken har medeltida ursprung. 
Vid kommunreformen 1862 övergick socknens ansvar för de kyrkliga frågorna till Dunkers församling och för de borgerliga frågorna till Dunkers landskommun. Landskommunen inkorporerades 1952 i Malmköpings köping som 1971 uppgick i Flens kommun. Församlingen uppgick 2006 i Dunker-Lilla Malma församling.
1 januari 2016 inrättades distriktet Dunker, med samma omfattning som församlingen hade 1999/2000.  
Socknen har tillhört län, fögderier, tingslag och domsagor enligt vad som beskrivs i artikeln Villåttinge härad.  De indelta soldaterna tillhörde Södermanlands regemente, Oppunda kompani.

## Geografi

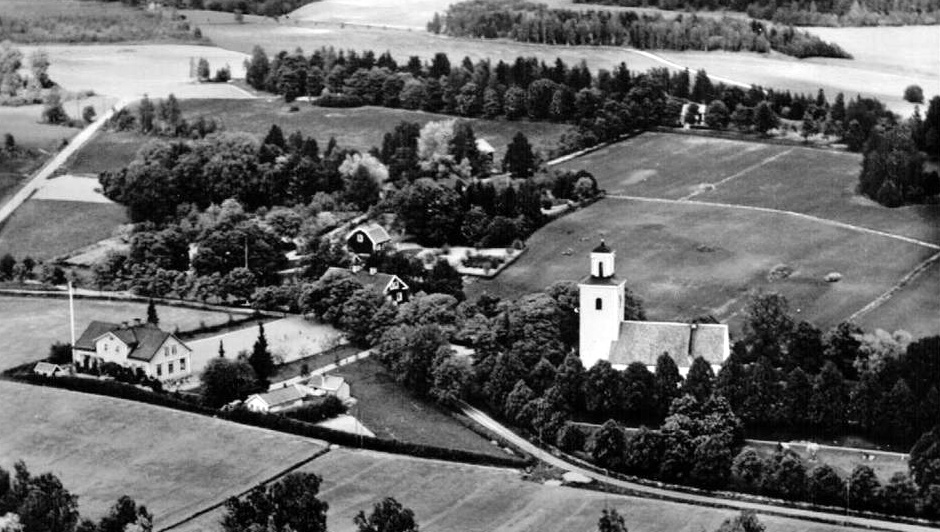
Flygbild över Dunkers kyrka med de närmaste omgivningarna på 1940-talet.

Dunkers socken ligger nordost om Malmköping kring sjöarna Skundern och Dunkern samt ån Dunkersån. Socknen är en kuperad skogsbygd i norr och flack sjörik bygd i söder. Här finns några större gårdar t.ex. Smedsta, Röhl, Dunkershall och Ekensholm.

## Historia
Ett tiotal boplatser och lösfynd är funna från stenåldern. Från bronsåldern finns spridda gravrösen. Från järnåldern finns gravfält och två fornborgar. En runristning skall ha påträffats vid Vadsbro skog.

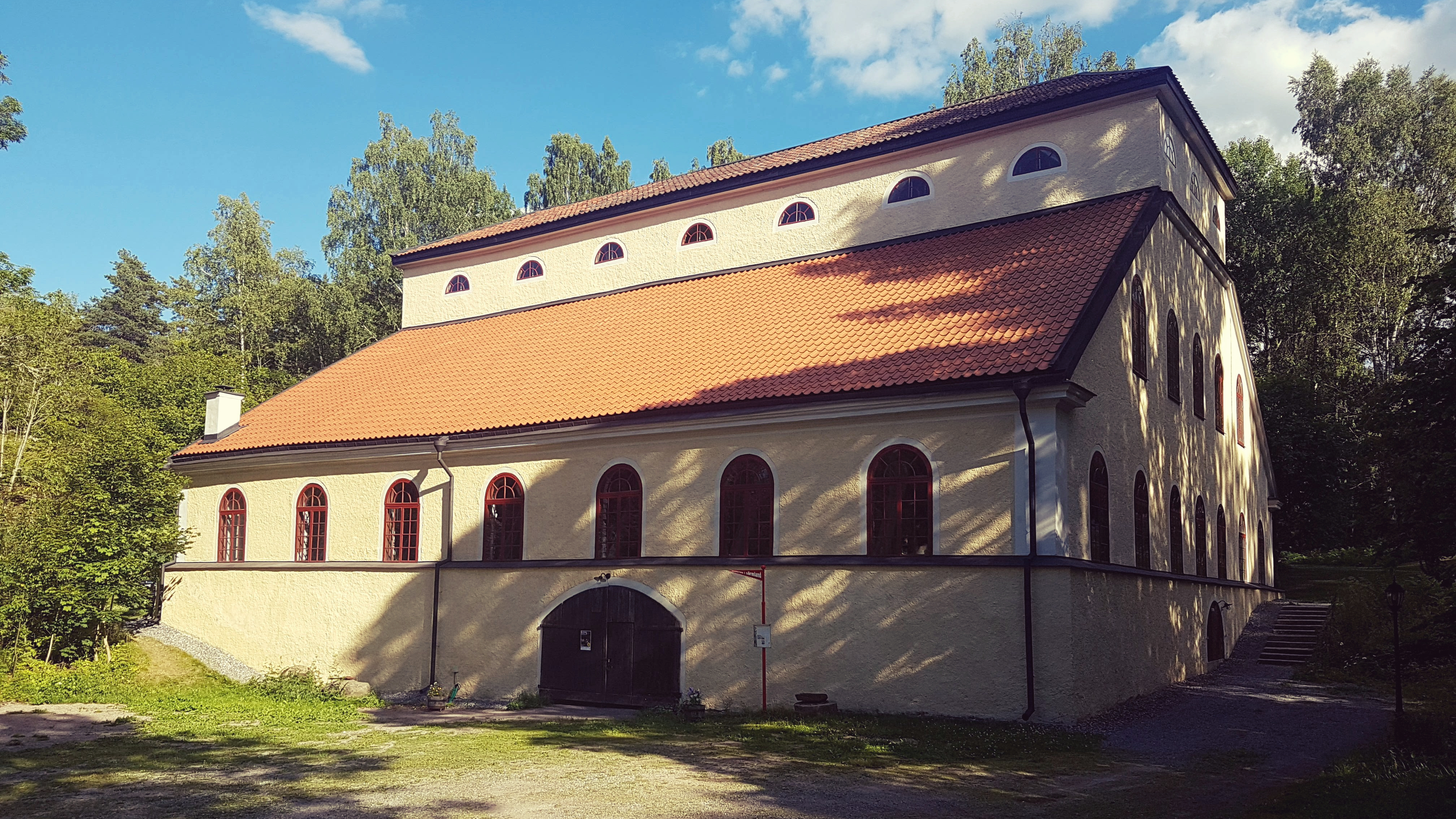
Björndammens masugn.

I det som kallas Dunkers bergslag har förr brutits järnmalm i små gruvor bland dem Dammsjötorp, Knaperhälls gruvor och Starrsätters gruvor som var de största. Malmen som bröts forslades via den så kallade Malmvägen till Björndammens masugn. Där smältes malmen till tackjärn som vid Stålboga och Nyhammaren förädlades i hammarsmedjor till stångjärn. Vid flera mindre smedjor i trakten kunde man sedan smida redskap och verktyg, t.ex. vid Strömshammar. 
I Dunker har också funnits flera kvarnar och sågverk. De kunde drivas med vattenkraft eftersom det i den kuperade trakten fanns gott om sjöar. Mellan sjöarna rann bäckar som dämdes upp och hade en fallhöjd och vattentillgång som tidvis räckte för att driva vattenhjulen. När Holmens bruk omkring 1910 köpte de stora skogarna mellan Mora gård och Stålboga kunde man t.o.m. anlägga en sex kilometer lång flottningsränna fram till sågverket vid Nykvarn och vidare till järnvägen vid Stålboga. Här passerade tusentals stockar under de drygt 30 år som flottning pågick innan sågverket lades ner och biltransport tog över.

## Namnet
Namnet (1304 Dunker) kommer från kyrkbyn som övertagit namnet från sjön Dunkern. Sjöns namn betyder troligen 'den dånande, dovt ljudande' syftande på ljud från isen.